# 梅克16SB

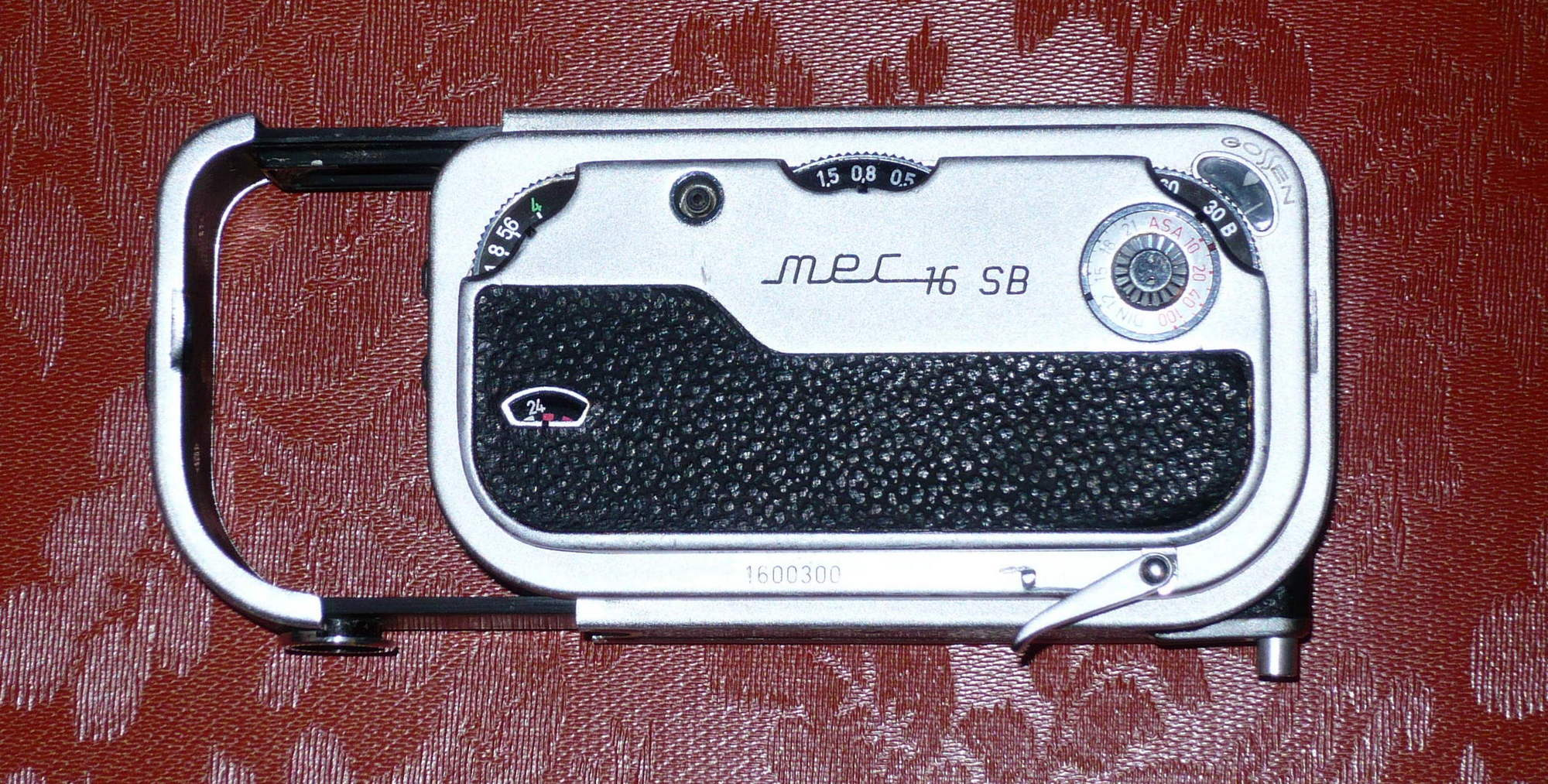
德国梅克16SB微型相机

梅克16SB是1950年德国拉尔 (黑森林)  Feinwerk Technik出产的微型相机

## 参数
长 102毫米，宽55毫米，高34毫米，重量227克
镜头： Color Enit 20毫米 /F2 
焦面快门 B,1/30,1/60,1/125,1/250,1/500,1/1000
胶卷： 16毫米双边孔胶卷
像幅  10x14毫米
取景器：反伽利略式